# منتخب الدنمارك تحت 18 سنة لهوكي الجليد للرجال
منتخب الدنمارك تحت 18 سنة لهوكي الجليد للرجال هو ممثل الدنمارك الرسمي في المنافسات الدولية في هوكي الجليد
.